# Основная лемма вариационного исчисления
Основная лемма вариационного исчисления (или  лемма Лагранжа) даёт интегральное условие на функцию позволяющее заключить, что функция равна нулю. Известно несколько версий леммы; базовую версию легко сформулировать и доказать.

## Базовая версия
Если непрерывная функция {\displaystyle f} на открытом интервале {\displaystyle (a,b)} удовлетворяет равенству
{\displaystyle \int \limits _{a}^{b}f(x)\cdot h(x)dx=0}
для всех финитных гладких функций {\displaystyle h} на {\displaystyle (a,b)}, тогда {\displaystyle f} является тождественным нулём.

### Замечания
- Гладкость может означать что функция {\displaystyle f} бесконечно дифференцируема[1], но чаще интерпретируется как то, что функция {\displaystyle f} дважды непрерывно дифференцируема или даже непрерывно дифференцируема или даже просто непрерывна[2].
- Финитность означает, что {\displaystyle h} обнуляется за пределами замкнутого интервала {\displaystyle [c,d]\subset (a,b)}, но часто достаточно условие того, что {\displaystyle h} (или {\displaystyle h} и ряд его производных) обращается в нуль на концах интервала {\displaystyle [a,b]}, в этом случае {\displaystyle h} предполагается определённой на интервале {\displaystyle [a,b]}.